# Хіоні Василь Миколайович
Василь Миколайович Хіоні (*28 лютого 1882 — 22 лютого 1938) — льотчик, авіаконструктор грецького походження.

## З життєпису
Народився 28 лютого 1882 року в столиці Греції — Афінах. В. Н. Хіоні, приїхавши до Одеси, деякий час займався аграрними закупівлями, пізніше захопився авіацією. За допомогою А. А. Анатра в 1908—1910 рр. він навчався у Франції, в льотній школі «Антуанетт». Там опановував мистецтвом будівництва і управління літаків.
Повернувшись до Одеси, брав активну участь в авіаційному житті міста.
1 серпня 1911 року за Одеському аероклубі була відкрита авіаційна школа з військовим і цивільним класами, яку утримував голова клубу А. А. Анатра. Керівником школи він призначив Василя Хіоні.
Взимку 1910 року в Одесі, після повернення з Франції, В. Н. Хіоні, як і багато авіаторів у той час, почав будівництво аероплана власної конструкції. Влітку 1912 року закінчив аероплан «Хіоні-1». Літак мав фюзеляж круглого перетину. Був обшитий фанерою і полотном. Хвостова частина складалася з чотирьох лонжеронів. Пілот розміщувався за задньою кромкою крила. У пасажира, який сидить попереду, огляд був обмежений вирізами в кабіні і люком в підлозі. Моноплан Хіоні брав участь у другому військовому конкурсі аеропланів, який проводився в Санкт-Петербурзі.
З 1913 року В. М. Хіоні — льотчик-здавач (льотчик-випробувач) Одеського літакобудівного заводу, пізніше став і головним конструктором заводу, після від'їзду Є. Декана з країни.
16 червня 1916 року завод випустив літак-бомбардувальник «Анадва ВХ». Літак будували за проектом Хіоні в двох екземплярах. Нова машина була двухфюзеляжним трьохстійковим біпланом з крилами великого розмаху і двома двигунами «Сальмсон» потужністю 140 л. с. У травні 1917 року, після доопрацювань, випробування аероплана проводилися В. М. Хіоні і військовими льотчиками.
Після проведення додаткових випробувань літак отримав позитивний висновок, і 3 листопада 1917 року завод розпочав будівництво цих машин, але події в країні порушили роботу підприємства. Революція, а потім вихор Громадянської війни призупинили роботу заводу. Багато його фахівців, в тому числі і А. А. Анатра, емігрували. Василь Хіоні залишився і продовжував працювати на заводі.
У 1921 році В. Хіоні став головним конструктором тепер державних авіамайстерень. У цьому році він відновив раніше створений літак «Анадва» тип ВХ. Літак переобладнали для перевезення чотирьох пасажирів, і він отримав назву «Хіоні-4». У 1922 році на цьому модифікованому літаку В. Н. Хіоні прилетів з Одеси в Москву, де на Ходинському аеродромі здійснив кілька показових польотів.
Літак «Хіоні-4» не зацікавив керівників авіапромисловості країни. Він закінчив своє «життя» разом з останніми «Муромцями» в Серпуховской школі стрільби і бомбометання.
У 1923 році в Одеських авіаремонтних майстерень № 7, створених на базі колишнього заводу Анатра, В. Н. Хіоні спроектував і побудував навчально-тренувальний літак «Хіоні-5». Це був останній літак, створений конструктором. «Хіоні-5» («Коник-Горбунок») до 1928 року був основним літаком сільськогосподарської авіації, боровся з сараною в різних районах країни рад.
14 грудня 1937 Хіоні Василя Миколайовича заарештовують органи НКВС. Йому було пред'явлені звинувачення в шпигунстві на користь Греції. Постановою НКВС СРСР і прокурора СРСР від 11 лютого 1938 року на підставі ст. 54-1а КК УРСР він був засуджений до вищої міри покарання (розстрілу). Вирок був приведений у виконання 22 лютого 1938 року.
Посмертно Василя Хіоні реабілітовано 6 травня 1958 року.

## Відзнаки
- Орден Трудового Червоного Прапора УСРР (4.11.1924)[1]